# Bananrepublik
En bananrepublik (fra engelsk: banana republic) er et slangudtryk for et uland som er økonomisk ustabilt, og som evt. har en høj forekomst af korruption, ofte sammenfaldende med, at landet ledes af militæret. Ordet kendes på dansk siden 1954.

## Oprindelse til navnet
Det er Guatemala, og de omfattende bananplantager, som var ejet af United Fruit Company (i dag Chiquita Brands International), som er ophav til navnet. Landet fik dog først prædikatet efter at have nationaliseret omtalte plantager, og efter at CIA havde igangsat et kup mod den demokratisk valgte præsident Jacobo Arbenz Guzman med det formål at få genoprettet 'normaliteten'.[kilde mangler] Mere end 90.000 mennesker,[kilde mangler] overvejende Maya indianere, blev dræbt i den følgende borgerkrig, som først sluttede i 1996. Den amerikanske præsident Clinton kom tæt på at give en undskyldning, da han i marts 1999 sagde, at USA havde "begået en fejl" ved at have støttet regeringsstyrkerne.